# Antoine Madieu
Antoine Aimable Madieu est un homme politique français né le 18 novembre 1766 à Thiers (Puy-de-Dôme) et décédé le 9 avril 1834 à Dorat (Puy-de-Dôme).
Avocat à Thiers, procureur syndic du district en 1792, il est ensuite juge de paix et commissaire près le tribunal de police correctionnelle et enfin procureur impérial à Thiers. Il est député du Puy-de-Dôme en 1815, pendant les Cent-Jours.

## Sources
- « Antoine Madieu », dans Adolphe Robert et Gaston Cougny, Dictionnaire des parlementaires français, Edgar Bourloton, 1889-1891 [détail de l’édition]